# Hippolyte Braheix
Hippolyte Braheix est un homme politique français né le 21 novembre 1795 à Nantes (Loire-Atlantique) et mort le 8 novembre 1863 à Nantes.

## Biographie
Hippolyte Braheix est le fils de  Pierre François Hilarion Braheix, capitaine de navire, et d'Anne Elisabeth Gruget.
Entré de bonne heure dans l'industrie, Hippolyte Braheix devient un des principaux armateurs du port de Nantes. Cette place locale dans les affaires l'amène à devenir président du tribunal de commerce et vice-président de la chambre de commerce de Nantes.
Conseiller municipal de Nantes, il est député de la Loire-Atlantique de 1848 à 1849, siégeant à droite. Votant régulièrement avec les conservateurs de l'Assemblée, il se prononce pour les poursuites contre Louis Blanc et Caussidière, pour le rétablissement de la contrainte par corps, contre le droit au travail, pour la proposition Rateau, pour le renvoi des accusés du 15 mai devant la Haute-Cour, contre l'amnistie, pour l'interdiction des clubs et pour les crédits de l'expédition de Rome.
Il siège au Conseil général de la Loire-Inférieure de 1852 à 1863, élu par le canton de Nantes-5.
Il est fait chevalier de la Légion d'honneur le 12 août 1854.
Marié à Marie Chrestien, veuve de Victorien Delaunay, fille de Jean François Chrestien, sieur de la Cour, notaire et procureur fiscal, juge au tribunal civil de Nantes, et de Marie Anne Henriette Gauché de Beaulieu, il est le beau-père de Michel Le Goüais (petit-fils de Michel Guillet de La Brosse).

### Sources
- « Hippolyte Braheix », dans Adolphe Robert et Gaston Cougny, Dictionnaire des parlementaires français, Edgar Bourloton, 1889-1891 [détail de l’édition]